# Cleistocactus baumannii
Cleistocactus baumannii là một loài thực vật có hoa trong họ Cactaceae. Loài này được (Lem.) Lem. mô tả khoa học đầu tiên năm 1861.

## Hình ảnh

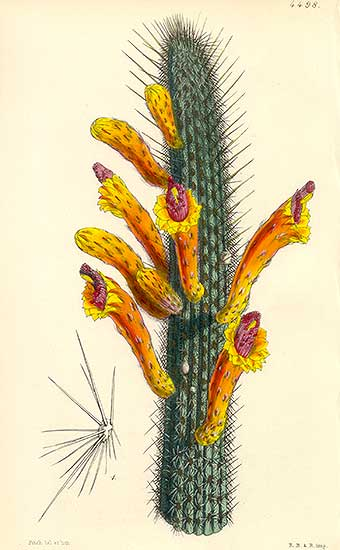
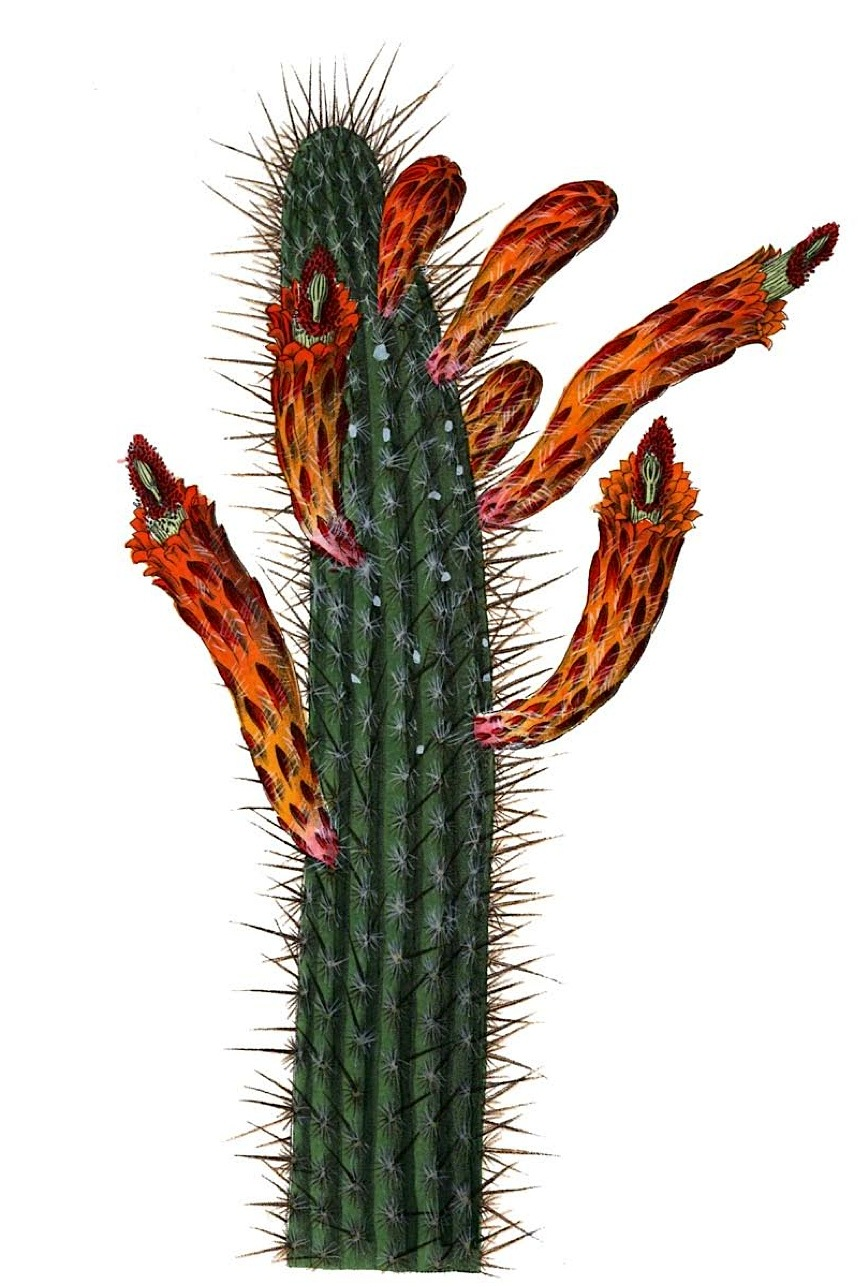
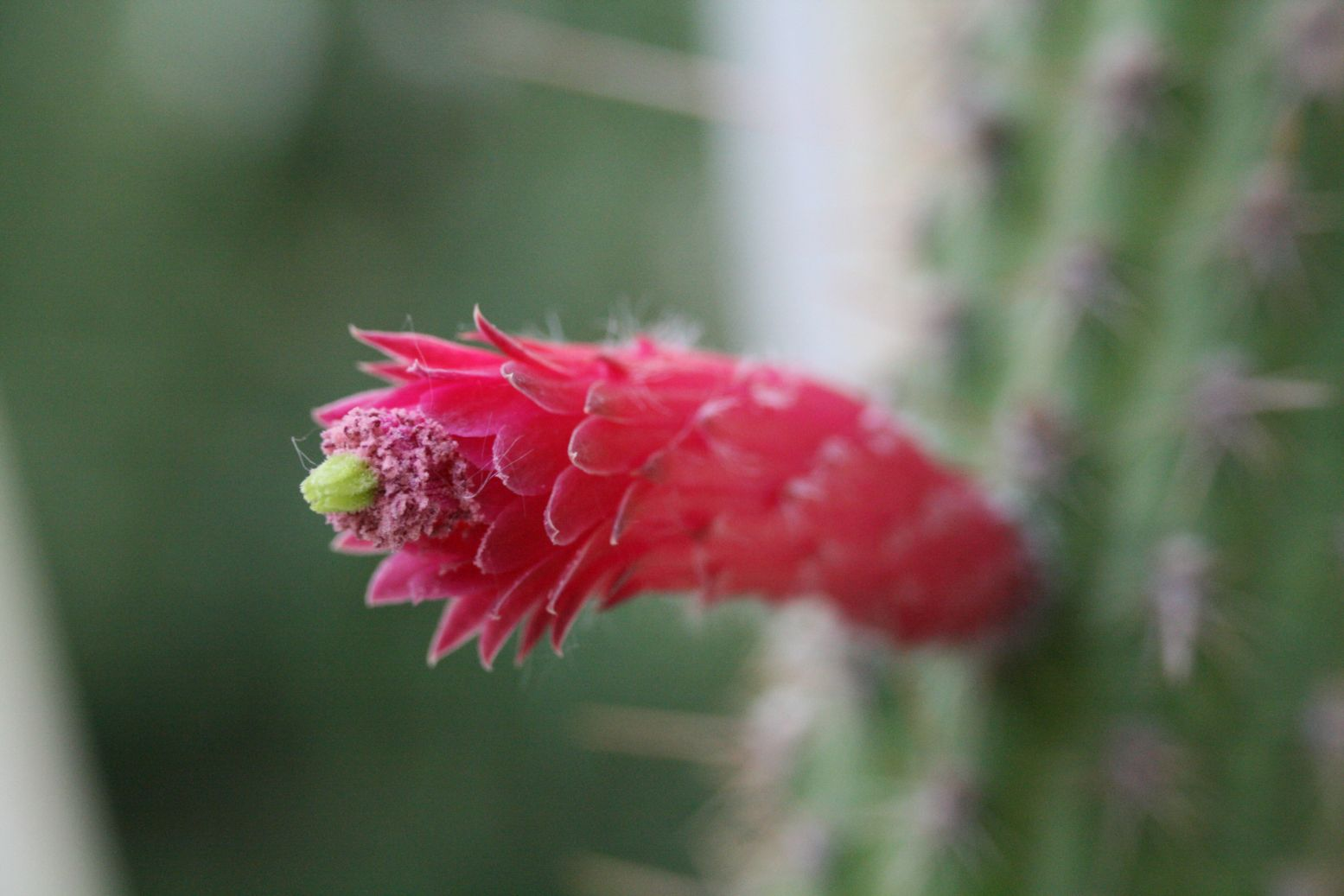
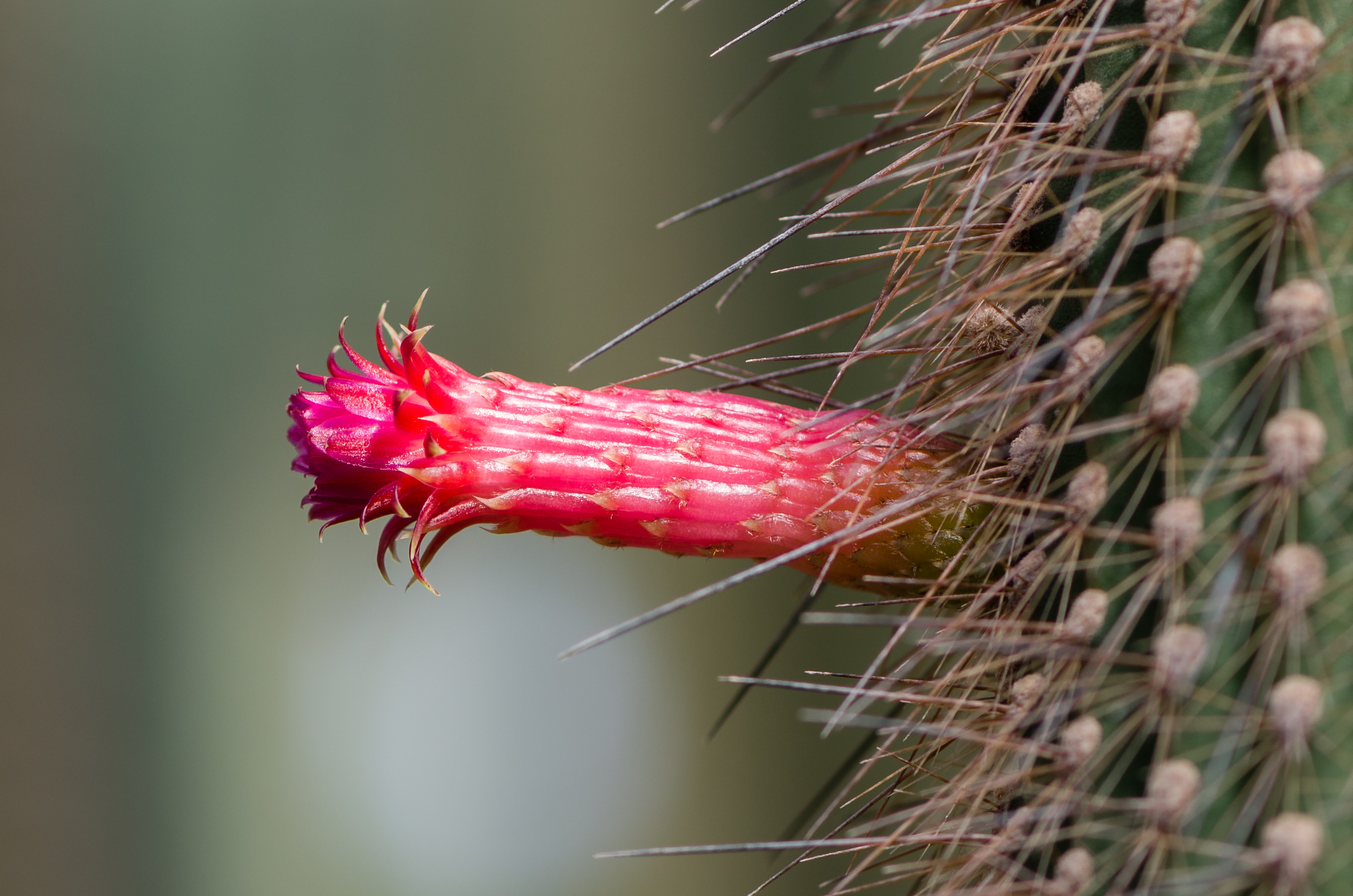